# کورنبرگ دیویس (بازیکن فوتبال)
کورنبرگ دیویس (انگلیسی: Roger Davies؛ زادهٔ ۲۵ اکتبر ۱۹۵۰) یک بازیکن فوتبال اهل بریتانیا است.